# Cattedrale dei Tre Santi
La cattedrale dei Tre Santi (in bielorusso: Царква Трох Свяціцелей) è la cattedrale ortodossa di Mahilëŭ, in Bielorussia, sede dell'eparchia di Mahilëŭ e Mstsislaw. La cattedrale è dedicata ai tre santi: san Basilio Magno, san Gregorio Nazianzeno, san Giovanni Crisostomo.

## Storia
La posa della prima pietra è avvenuta nel 1903. La costruzione si protrasse per 11 anni sotto la supervisione dell'architetto provinciale P. Kalinin. La chiesa è coronata da sette cupole ed ha una pianta a forma di croce.
Durante la prima guerra mondiale la chiesa è stata visitata dall'ultimo imperatore russo Nicola II.
Nel 1961, durante il periodo sovietico, sono state demolite le torri, le cupole, e distrutte le croci e la chiesa stessa è stata chiusa. L'edificio è stato destinato ad uno civile fino al 1989. Nel 1989 la chiesa fu restituita ai fedeli.